# Juan Čobrda
Juan Čobrda (11. srpna 1930, Príbovce – 1. července 2010) byl luterský biskup.
Slovensko opustil po druhé světové válce. V letech 1966–1976 působil jako biskup v Argentině, v letech 1993–2002 byl biskupem Slovenské synody Sion v USA.